# Borris
Borris (iriska: An Bhuiríos) är en ort i republiken Irland.   Den ligger i grevskapet County Carlow och provinsen Leinster, i den centrala delen av landet, 90 km sydväst om huvudstaden Dublin. Borris ligger 47 meter över havet och antalet invånare är 646.
Terrängen runt Borris är kuperad åt sydost, men åt nordväst är den platt.Runt Borris är det glesbefolkat, med 12 invånare per kvadratkilometer. Närmaste större samhälle är Bagenalstown, 11,5 km norr om Borris. Trakten runt Borris består i huvudsak av gräsmarker.